# Permittiviteit
Permittiviteit is de mogelijkheid van een materiaal om elektrische energie op te slaan in een elektrisch veld. Vroeger werd het aangeduid als de diëlektrische constante van een materiaal of stof. De permittiviteit is een natuurkundige grootheid die beschrijft hoe een elektrisch veld een medium beïnvloedt en erdoor wordt beïnvloed. In een condensator zorgt een hogere permittiviteit van de tussenstof, van het diëlektricum voor een hogere elektrische capaciteit van de condensator.
De relatieve permittiviteit {\displaystyle \varepsilon _{r}} wordt bepaald door het vermogen van een materiaal om door toedoen van het aanleggen van een elektrisch veld te polariseren, waardoor het gedeeltelijk het veld binnen het materiaal vermindert. Het begrip houdt nauw verband met de elektrische susceptibiliteit χ. In het SI-stelsel is
{\displaystyle \varepsilon _{r}={\frac {\varepsilon }{\varepsilon _{0}}}=1+\chi }
waar {\displaystyle \varepsilon _{0}} de elektrische veldconstante is. {\displaystyle \varepsilon _{0}=8{,}854\,187\,812\,8\times 10^{-12}} F/m. De relatieve permittiviteit is dimensieloos.

## Beschrijving
In de elektriciteitsleer geeft de elektrische verplaatsing {\displaystyle \mathbf {D} } weer hoe onder invloed van een elektrisch veld {\displaystyle \mathbf {E} } de schikking van elektrische ladingen in het medium verandert, inclusief ladingsverplaatsing en heroriëntatie van elektrische dipolen. De permittiviteit relateert beide door
{\displaystyle \mathbf {D} =\varepsilon \cdot \mathbf {E} }
waarin {\displaystyle \varepsilon } een scalair is als het medium isotroop is, of anders een 3×3-matrix.
Permittiviteit kan, als functie van frequentie, een reële of complexe waarde aannemen. In het algemeen is de waarde niet constant, aangezien ze kan variëren volgens de positie in het medium, de frequentie van het aangelegde veld, vochtigheid, temperatuur of andere parameters. In een niet-lineair medium kan de permittiviteit afhangen van de sterkte van het elektrisch veld.
In de eenheden van het SI-stelsel wordt permittiviteit uitgedrukt in farad per meter (F/m). De elektrische verplaatsing {\displaystyle \mathbf {D} } wordt uitgedrukt in coulomb per vierkante meter (C/m2), terwijl het elektrisch veld {\displaystyle \mathbf {E} } in volt per meter (V/m) wordt uitgedrukt. {\displaystyle \mathbf {D} } en {\displaystyle \mathbf {E} } stellen een gelijkaardig fenomeen voor, namelijk de interactie tussen geladen objecten. {\displaystyle \mathbf {D} } is gerelateerd aan de ladingsdichtheden die met deze interactie geassocieerd zijn. {\displaystyle \mathbf {E} } is gerelateerd aan de krachten en potentiaalverschillen. De elektrische veldconstante {\displaystyle \varepsilon _{0}} is de scalaire factor die een verband tussen de waarden van {\displaystyle \mathbf {D} } en {\displaystyle \mathbf {E} } in vacuüm legt.

## Permittiviteit in een middenstof
In het veelvoorkomende geval van een isotroop medium zijn {\displaystyle \mathbf {D} } en {\displaystyle \mathbf {E} } parallelle vectoren en is {\displaystyle \varepsilon } een scalair. In algemene anisotrope middenstoffen is dit niet het geval, en is {\displaystyle \varepsilon } een tensor van rang 2 (wat dubbelbreking verklaart). De permittiviteit {\displaystyle \varepsilon } en magnetische permeabiliteit {\displaystyle \mu } van een medium bepalen samen de fasesnelheid {\displaystyle v} van de elektromagnetische straling door dat medium:
{\displaystyle v={\frac {1}{\sqrt {\varepsilon \mu }}}}.
Als in een medium een elektrisch veld wordt aangelegd, loopt er een elektrische stroom. De totale stroom die in het medium loopt, bestaat in het algemeen uit twee delen: een geleidings- en een verplaatsingsstroom. De geleidingsstroom bestaat uit de beweging van vrije elektronen, terwijl de verplaatsingsstroom betrekking heeft op de in de atomen van het medium gebonden elektronen. De verplaatsingsstroom kan gezien worden als een elastische respons van het materiaal op het aangelegde elektrische veld. Zodra het elektrisch veld wordt aangelegd, wordt de verplaatsingsstroom opgeslagen in het materiaal. Wanneer het veld wordt verwijderd geeft het materiaal deze stroom weer vrij. De elektrische verplaatsing kan gesplitst worden in een vacuümbijdrage en een bijdrage van het materiaal via:
{\displaystyle \mathbf {D} =\varepsilon _{0}\mathbf {E} +\mathbf {P} =\varepsilon _{0}\mathbf {E} +\varepsilon _{0}\chi \mathbf {E} =\varepsilon _{0}\mathbf {E} \left(1+\chi \right),}
waar {\displaystyle \mathbf {P} } de polarisatie van het medium is en {\displaystyle \chi } de elektrische susceptibiliteit van het medium. Er is een lineair verband tussen de relatieve permittiviteit en de susceptibiliteit van een stof: {\displaystyle \varepsilon _{r}=\chi +1}.

## Tabel statische relatieve permittiviteit
In de volgende tabel worden enkele stoffen genoemd met hun statische relatieve permittiviteit bij 298 kelvin: 
| materiaal        | {\displaystyle \varepsilon _{r}} |
| ---------------- | -------------------------------- |
| asfalt           | 2,7                              |
| bakeliet         | 4,5                              |
| benzeen          | 6,0                              |
| chloroform       | 4,8                              |
| diamant          | 5,5                              |
| eboniet          | 2,7-2,9                          |
| ethanol          | 24-26                            |
| germanium        | 16                               |
| glas             | 5-16                             |
| hout             | 3-7                              |
| kwarts           | 4,3                              |
| lucht            | 1,00056                          |
| marmer           | 8,5                              |
| mica             | 6-7                              |
| nylon            | 3,5                              |
| olie             | 1,5-4,7                          |
| papier           | 2,2-3                            |
| polyimide        | 3,4-3,5                          |
| polystyreen      | 2,55                             |
| porselein        | 6,5                              |
| pvc              | 4,5                              |
| silicium         | 12                               |
| teflon           | 2,1                              |
| terpentijn       | 2,2                              |
| tetrahydrofuraan | 7,6                              |
| tolueen          | 2,4                              |
| water            | 78,5                             |